# Красинский, Георгий Альбертович
Гео́ргий Альбе́ртович Кра́синский (19 февраля 1939, Ленинград, СССР — 17 марта 2011, Санкт-Петербург, Российская Федерация) — советский и российский астроном.

## Биография
Родился в Ленинграде, в 1961 году окончил математико-механический факультет Ленинградского государственного университета, с 1961 года был аспирантом, затем сотрудником ИТА АН СССР. В 1965 году успешно защитил диссертацию на соискание ученой степени кандидата физико-математических наук. В 1988 году в связи с организацией Института прикладной астрономии АН СССР Красинский Г. А. был переведен в этот институт, где в 1989 году успешно защитил докторскую диссертацию и был избран заведующим лабораторией эфемеридного обеспечения, которую многие годы возглавлял. Его отличала принципиальность и высокая требовательность к себе и своим сотрудникам. Успешно совмещая научную и педагогическую деятельность, он создал известную не только в России, но и за рубежом научную школу. Среди его учеников — доктора и кандидаты наук.

## Признание
- 16 октября 1997 года в честь Г. А. Красинского назван астероид 5714 Krasinsky, открытый в 1982 году астрономом Н. С. Черных.